# Lindsay
För andra betydelser, se Lindsay (olika betydelser).
Lindsay är namn på en skotsk klan och därmed ett efternamn som främst används i engelsktalande länder. En variant av namnet är Lindsey, som också behandlas här. Lindsay ingår vidare i geografiska namn.

## Personer med efternamnet Lindsay eller Lindsey
- Andrew Lindsay
- Carol Lindsey
- Ben Lindsey
- Bert Lindsay
- Coleman Lindsey
- David Lindsay, flera personer
  - David Lindsay (författare)
  - David Lindsay (upptäcktsresande)
- Gillian Lindsay
- Hal Lindsey
- Howard Lindsay
- James Gordon Lindsay
- Jeff Lindsay
- Joan Lindsay
- John Lindsay
- Margaret Lindsay
- Mark Lindsay
- Robert Lindsay
- Robert Lindsay (skådespelare)
- Robert B. Lindsay
- Steven Lindsey
- Ted Lindsay
- Theophilus Lindsey
- Thomas Martin Lindsay
- Vachel Lindsay
- Wallace Lindsay
- Washington Ellsworth Lindsey
- William Lindsay
- William Lindsay (landhockeyspelare)